# 巴塞尔巴登车站
巴塞尔巴登车站（德語：Basel Badischer Bahnhof）是瑞士巴塞尔市内的6座铁路车站之一。在1855年至1862年首次临时开放以及在如今巴塞尔样品博览会的场地上首次建成固定建筑后，它于1913年迁入现址。连同其它设于瑞士境内的德国车站一样，该站也成为最后一批在德国铁路改革后仍然由德国联邦政府直接管理的车站之一。车站场地很大程度上适用于瑞士法律（例如需要缴纳保证金额为1亿瑞士法郎的瑞士路网接入责任保险，但这在欧盟国家仅需2,500万欧元），除国家协定没有明确规定的例外（尤其是对德方员工）。
所有从德国进入瑞士的长途列车在抵达巴塞尔瑞士车站之前均会先停靠于该站。它在这里与前往瓦尔茨胡特－辛根的莱茵高地铁路和维瑟河谷铁路连接在一起。而从1935年至1948年，该站甚至被称为“巴塞尔德意志国铁路车站（Basel Deutsche Reichsbahn）”。如今，巴塞尔巴登车站已被列入瑞士国家和区域重要文化财产名录。

## 历史
1838年3月，巴登大公国开始着手建造一条轨距为1,600毫米，由曼海姆经海德堡、卡尔斯鲁厄和弗赖堡向南通往瑞士边境的铁路。这条铁路被称为巴登主线或莱茵河谷铁路。一名瑞士暨巴塞尔的铁路官员希望铁路能进一步延伸至巴塞尔市内，并在1842年与巴登大公国进行了相关的磋商。
1851年1月，莱茵河谷铁路通抵靠近瑞士边境的地点哈尔廷根。然而两国政府仍未就如何兴建巴塞尔的车站设施达成共识，旅客只能由此通过马拉有轨电车前往巴塞尔。
1852年7月27日，巴登大公国与瑞士联邦之间最终签署了关于巴登铁路在瑞士境内延伸的国家协定，该协定至今仍然生效。然而，动工日期却被进一步推迟。这是由于巴塞尔政府要求建成一座尽头式车站，而巴登方面则坚持采用通过式车站样式，以免对规划中通往瓦尔茨胡特的铁路造成阻碍。1854年，巴塞尔政府提呈了多种不同的地面建筑方案，但项目仍然无法达成一致意见，建设工程被继续延后。
至1854年12月9日，莱茵河谷铁路开始转变为准轨轨距。这项改造在1855年3月26日已基本完成。

### 1862年至1913年的临时车站
1855年2月19日，从哈尔廷根通往巴塞尔的准轨铁路线开始运营，而巴登大公国国家铁路则在车站的规划地点以一座木制的临时性站房作为接待建筑。随后，巴登国家铁路立即将其通往辛根（－康斯坦茨）的铁路线也延伸至此，并在1856年2月2日可以投入至巴特塞京根区间的运营。至1859年4月10日，瑞士和巴登政府最终同意兴建一座永久性车站，并在同年5月开始进行施工。

### 1862年至1913年的首座巴登车站

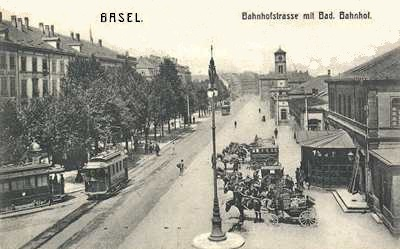
1862年的巴登车站

由卡尔斯鲁厄建筑师约瑟夫·贝尔克穆勒所设计的车站建筑包括一座由前廊突起的入口塔楼，在中心建筑之后还有左、右两翼以及其它的侧式建筑。正对街道的建筑也以开放式的廊厅为主。1862年5月1日，该站终于开放迎客。随着通往康斯坦茨的经过式线路在1863年建成通车，车站还扩建了候车室及餐厅的空间。而在通往巴塞尔瑞士车站的巴塞尔连接线于1873年贯通后，该站则进行了进一步的结构性调整。
多年来，来自巴登的铁路轨道对于城市发展的阻碍日愈明显，当局为此试图寻求一个解决方案。在1892年，巴登国家铁路希望扩大车站设施，甚至为此提交了一份将通过式车站重建为尽头式车站的议案。然而巴塞尔市政府却想要将所有的分割铁路从不断增长的居民区内移除，并自1899年起与巴登大公国进行了关于铁路设施重组的谈判。1900年3月，双方同意将巴登的客运站转移至黑森林大道（Schwarzwaldallee），并对余下的铁路设施进行改造。此后不久，新的铁路设施开始动工兴建。首先是车站原址附近的地方性货运站得到了大规模扩建，并作为铁路更新的第一阶段于1905年交付使用。
自1913年起，当铁路系统被移动至新的地点后，原有的车站驻地被用做举办巴塞尔秋交会，并在第一次世界大战后成为巴塞尔样品博览会的主办场地。与此同时，旧的接待大楼也被用作工厂及仓库用地，并在1923年12月21日遭到拆除。

### 1913年以来的第二座巴登车站

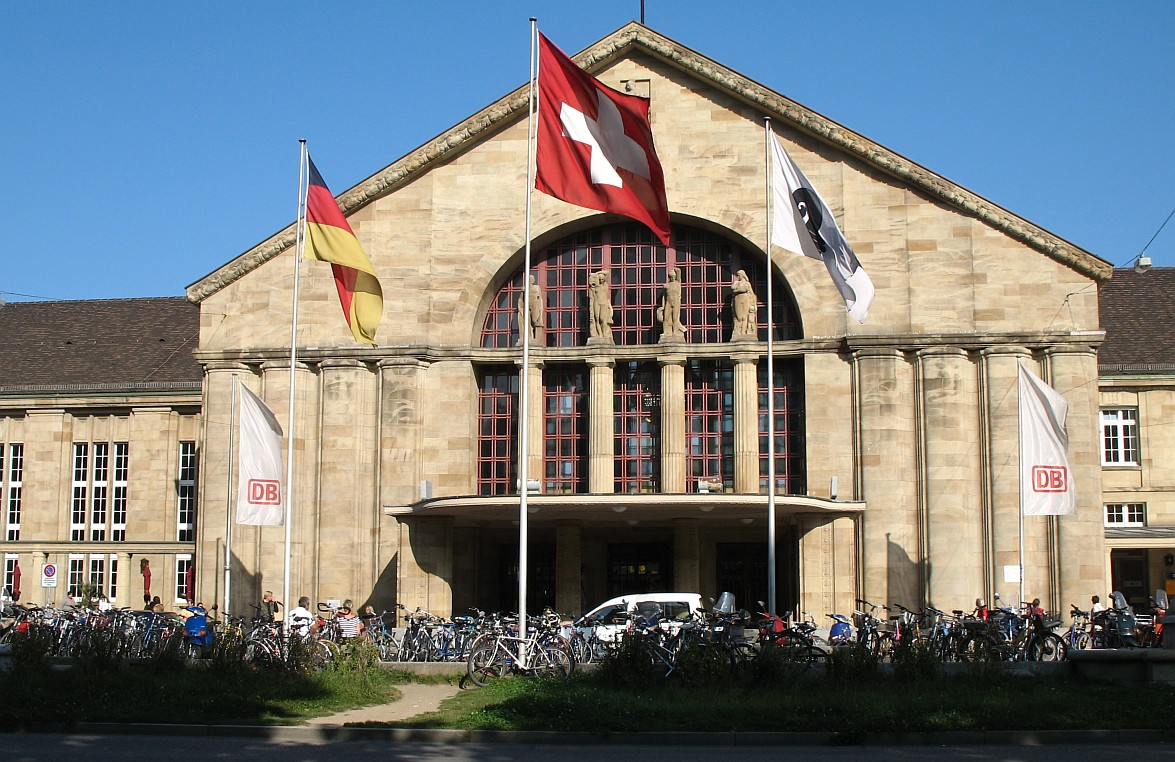
车站正门

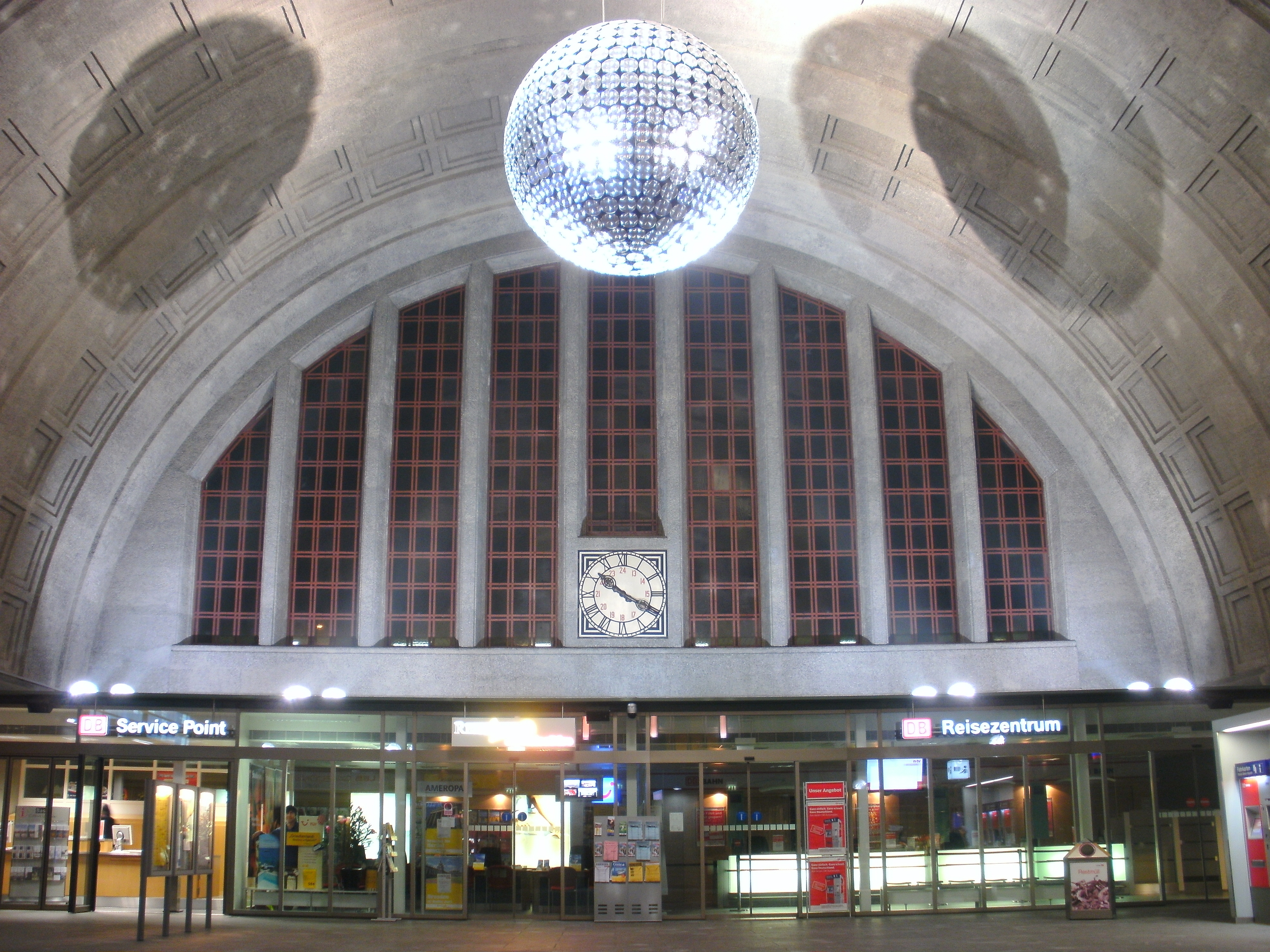
售票厅内部。左侧为进入站台的通道

自1906年起，新的铁路设施开始了真正意义上的施工，它被迁往了城市的郊区并完全建在一个新的水平高度上。因此小巴塞尔的所有平交道口都被解放，而用于道路的隧道和涵洞以及人行道都可以在水平面的地形中建造。
然而，由于各方对新车站建筑立面的设计反应不一以及其它的纷争都延误了接待大楼的建设。但最终来自瑞士的建筑师卡尔·莫泽尔所设计的方案还是赢得了胜利，他同时也是巴塞尔市内圣保禄教堂和圣安东尼教堂的设计者。1908年，瑞士联邦邮政及铁道部正式批准了巴登国家铁路所提呈的工程方案。在1910年春季，接待大楼可以开始动工兴建。1911年，中心建筑的外立面材质使用了采集自西格尔斯巴赫的黄色考依波统砂岩。随后进行的是塔楼及带有钢筋混凝土穹顶的售票厅的建设。
1911年夏天，位于黑森林大道的新巴登车站已完成封顶，同时中心建筑的圆顶大堂也已卸下木材托架。但由于8月12日夜间发生了一场未知原因的火灾，导致框架建筑受损。大火也使得车站的投入运营日期被顺延推迟了几个月。MAN集团于1912年在列车棚设立了5个20米和24米宽的厅槽。用于通过式列车的清关设施则设于相应的站台上。
1913年9月11日，新巴登车站的接待大楼宣告落成，并于9月13日正式投入运营。它成为了巴登大公国国家铁路最为昂贵的车站，整个设施的造价为6,500万瑞士法郎。
车站的房屋建筑至今仍保留了最初的结构样式。只有雄伟的列车棚在1981年至1982年因为即将到来的高成本翻新而拆除，它被长形的站台檐棚所取代。在2005/06年度，清关设施也得到了根本性的改造。而随着所谓的“母亲车道（Mutterspur）”在2006/07年度的运行图调整中投入使用，来自5道至11道的列车也可以与巴塞尔连接线相连。位于格伦察赫的货运进站通道已经停用，这意味着莱茵高地铁路和维瑟河谷铁路可以通过立体交叉进站，然而它至今仍未恢复。目前这里正在进行所谓“核心部分工程”的建设，它规划将巴登车站与瑞士车站通过地下实现连接。

### 二战期间的巴登车站
巴登车站第一次世界大战初期便由瑞士军队占领，德意志国铁路则维持经营该车站直至第二次世界大战结束。
在1933年1月的纳粹党掌权后，巴登车站已于同年3月开始在塔楼悬挂一面纳粹十字旗。这导致了在建筑物面前的抗议活动，并引发示威者和警察之间的暴力冲突。随后，瑞士于1940年开始禁止展示纳粹的旗帜。
通过设在站台上的瑞士邮政邮筒，所有信件都可以不经德国警方的审查而从这里寄往国外，这些邮筒直至1940年才被拆除。客运交通量在此时跌落至最低点。德国的护照及边境管制自1940年5月起被转移至德国境内的莱茵河畔魏尔、施泰滕和格伦察赫进行。此外，整个德国国内的过境运输也被转移至维瑟河谷铁路和莱茵高地铁路，并从那里通过莱茵河畔魏尔办理。勒拉赫至莱茵河畔魏尔之间的铁路运输也改道经由所谓的绕行线路在德国领土内运行。前往莱茵高地铁路的列车需要不停站经由巴登车站正殿背后的货运轨道通行。此时车门及车窗都必须保持关闭状态。此外，穿越瑞士的通过式列车还需要有親衛隊警卫随行，以防止乘客出逃瑞士。
在战争期间，大部分运往意大利的煤炭运输都经由巴登车站办理。每日有约25至30班的运煤列车通过德国与瑞士之间的边境。这种运输是必不可少的，因为在德国与意大利结盟后，英国已经停止向后者输送煤炭。而由于意大利本身并没有煤炭储量，它与瑞士一样都依赖煤炭进口。由于货物运输必须以当地货币结算，因此巴登车站也成为了德意志国铁路重要的外汇收入来源之一。
在战争年代，巴登车站与其它德国车站一样使用欧洲中部夏时制，但瑞士则除了1941年和1942年外都使用欧洲中部标准时间。在德意志国铁路的运行时表中也对此有专门的标示。

## 特殊地位

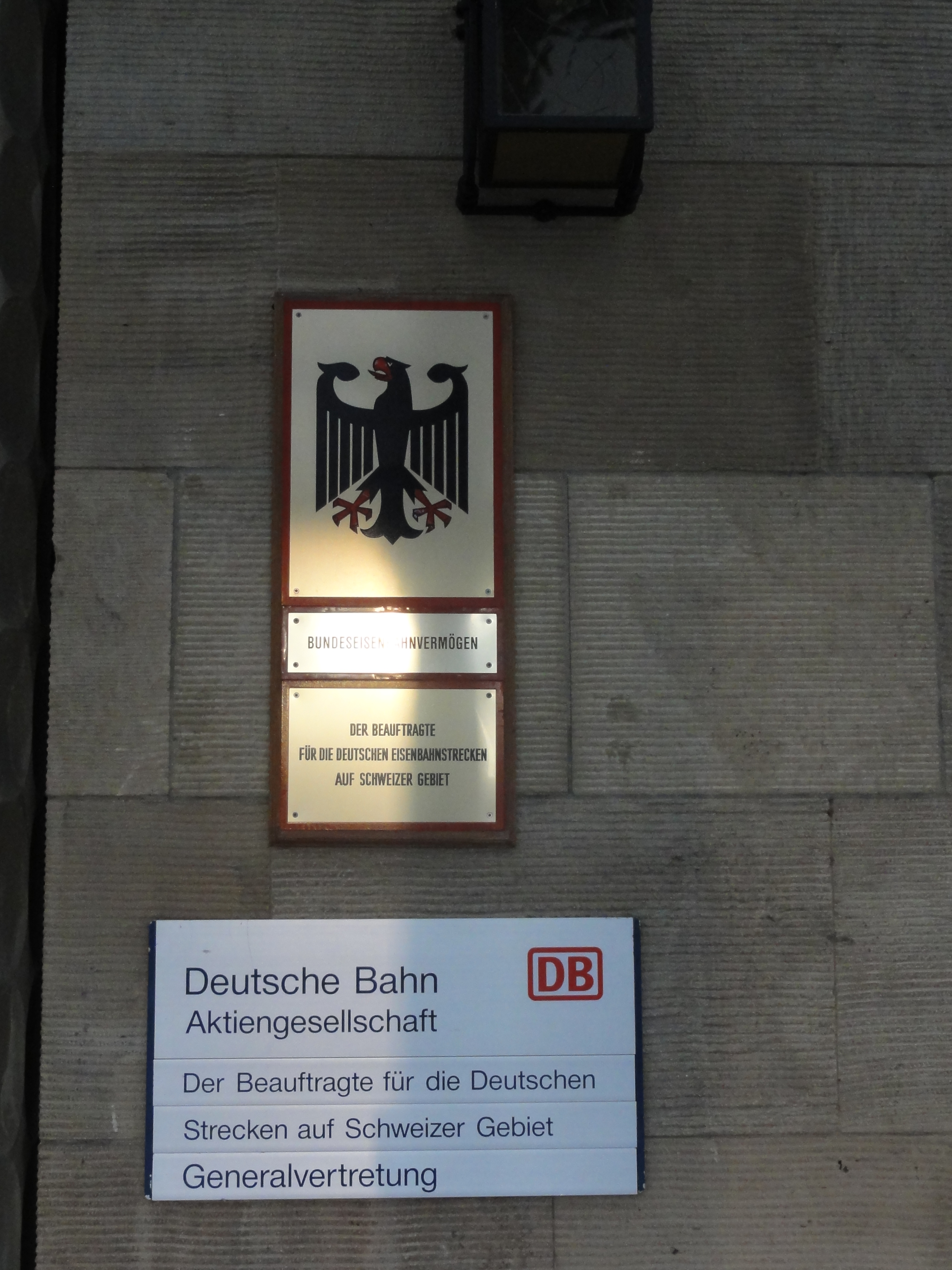
车站外墙的德国国徽及德国铁路标识

虽然巴登车站位于瑞士境内，但根据巴登大公国与瑞士联邦在最初签订的国家协定，它将部分作为德国关税区。如果乘客是在两个德国目的地之间于巴登车站中转，则无需离开德国关税区。车站的德国及瑞士官员权限，包括海关问题以及德国军人家属利用该站出行等都受到多个协定条款的规管。
在来自及前往德国的客运交通中，它被视为一座德国铁路车站。而在经由巴登车站进行的瑞士国内旅程中，它则采用瑞士的计费标准。该车站地处瑞士西北公交系统的第10资费区和勒拉赫区域公交系统的第8资费区内。
在瑞士于2008年12月12日加入申根协定之前，针对使用巴登车站抵达及出发乘客的德国边境管制关卡设于站台与站厅之间。而在国际直通列车上，证件检查会于车内进行。因此这可能会出现一种情况：乘客从巴塞尔瑞士车站前往位于维瑟河谷铁路上的里恩瑞士车站时，需要证明其并不会离开瑞士。这类管制自2008年12月12日起转变为由海关人员抽检，因为常规的证件查验已随着申根协定的生效而被取消。
尽管车站位于瑞士境内，但它完全由德国铁路运营。在车站旅行社及售票柜台的价格均以欧元表示。但它们也可以用瑞士法郎支付。自动售票机则针对德国信用卡的支付方式标识了可能收取境外附加费的提示。车站各类商店的商品可选择用欧元或瑞士法郎支付。在车站的书店也可以购买到德国出版的报刊、杂志和书籍，但它们只能按瑞士的价格支付（汇率更高）。
以往超长的1站台和2站台（2道至5道）根据免税区而在技术上被划分为南侧的瑞士部分和北侧的德国部分。列车总是会先停靠在原属国的部分，并在完成海关检查和机车换向后移动至站台的其它部分。时至今日，车站还在塔楼下方仍然保留了一个南地下通道，并设有通往巴塞尔市内的出口。这在过去主要供巴塞尔内城的旅客使用。在第二次世界大战结束后，通往市内的出口被关闭。它只能由车站本身作变更站台之用。然而，通往市内的出口仍偶尔开放，尤其是当附近的博览会展馆举行大型的活动时，乘坐专列抵达的旅客可由此直接造访展馆。随着从罗森塔尔大街（Rosentalstrasse）引入的有轨电车站铺设于站前广场后，人们以便捷方式实现换乘的需求变为更加强烈。于是在2014年1月17日，该通道重新全面开放。
客运车站的北面是原德国联邦铁路暨现德国铁路的编组站。而南面的原巴登货运车站则已经拆除。其剩下的部分如今仅被当作地方货运及货柜车站使用，并有一条较短的盲肠线与完全位于瑞士境内的港口车站小胡宁根港相连。德国与瑞士之间的国界穿越了车站的这一部分。
此外，巴登车站还设有一个瑞士邮政的邮局和瑞士警察局。德国联邦警察也会在车站内，甚至在瑞士领土范围内执勤。